# Spergo aithorrhis
Spergo aithorrhis is een slakkensoort uit de familie van de Raphitomidae. De wetenschappelijke naam van de soort is voor het eerst geldig gepubliceerd in 2001 door Sysoev & Bouchet.